# 20. rujna
20. rujna (20. 9.) 263. je dan godine po gregorijanskom kalendaru (264. u prijestupnoj godini).
Do kraja godine ima još 102 dana.

## Događaji
- 1870. – Rim se priključuje Kraljevini Italiji
- 1873. – Ivan Mažuranić postaje prvi hrvatski ban pučanin.

- 1943. – ZAVNOH proglasio vraćanje Istre, Rijeke, kvarnerskih otoka, Zadra, Lastova i Palagruže matici zemlji Hrvatskoj.
- 1940. – Racionalizacija živežnih namirnica u Francuskoj pooštrena je kako bi se što više dobara moglo prebaciti u Njemačku.

- 1952. – Čileanski je kongres za predsjednika izabrao generala Carlosa Ibaneza del Campu.

- 1955. – Argentinski predsjednik Juan Domingo Peron morao je pred pučistima pobjeći u inozemstvo. Vlast je preuzeo general Eduardo Leonardi.

- 1959. – U Iraku su zbog pogubljenja pučista izbili prvi prosvjedi protiv premijera Abd Al Karima Kasima.

| - 356. pr. Kr. – Aleksandar III. Veliki, makedonski kralj († 323. pr. Kr.) - 1706. – Andrija Jambrešić, hrvatski jezikoslovac, isusovac i leksikograf († 1758.) - 1879. – Victor Sjöström, švedski filmski redatelj († 1960.) - 1934. – Sophia Loren, talijanska filmska glumica - 1948. – Julienne Bušić prozna spisateljica, esejistica i prevoditeljica - 1958. – Drago Ćosić, hrvatski sportski komentator - 1983. – Miranda Tatari, hrvatska rukometašica - 1988. – Habib Nurmagomedov, ruski borac mješovitih borilačkih vještina | - 1863. – Jacob Grimm, njemački filolog i književnik (* 1863.) - 1898. – Theodor Fontane, njemački književnik (* 1819.) - 1905. – Vjenceslav Novak, hrvatski pisac (* 1859.) - 1957. – Jean Sibelius, finski skladatelj (* 1865.) - 1975. – Saint-John Perse, francuski pjesnik i diplomat (* 1887.) - 1980. – Josias Braun-Blanquet, švicarski botaničar (* 1884.) - 1996. – Krešo Golik, hrvatski filmski i TV redatelj (* 1922.) |